# Hacking governamental
O hacking é um conjunto de ações, normalmente efetuadas por hackers, pessoas com bastante conhecimento técnico numa determinada área de tecnologia, que visam explorar ao máximo as capacidades comuns aparentes de dispositivos, programas e redes de computadores. Essas pessoas diferem dos crackers, cujos também são pessoas com muito conhecimento em pelo menos uma área da tecnologia, que aplicam suas habilidades para se beneficiar de vulnerabilidades em softwares e sistemas, ou seja, usam seu conhecimento para fins ilegais e antiéticos.
As tecnologias, técnicas e ferramentas recentemente implementadas habilitaram a utilização de grande poderosos algoritmos de criptografia. Esse avanço levou a um alto nível de encriptação dos dados dos indivíduos na rede. A Encriptação Homomórfica, por exemplo, garante que os dados serão transmitidos numa rede sem que o que os transporta tenha ciência do conteúdo daqueles dados. Nessa técnica, um servidor recebe uma requisição, encripta os dados, retorna-os encriptados e o recebedor decifra esses dados. Essa, e outras, garantias de segurança têm levado agências governamentais a buscar outras opções para realizar investigações criminais. Uma dessas opções é o chamado hacking governamental.
Como é caracterizado pelo uso dos recursos tecnológicos governamentais a fim de obter informações em dispositivos dos cidadãos de forma ativa, há quem diga que agentes do governo poderiam também manipular os dados do dispositivo ou inserir novos.
Estudiosos dizem que as ferramentas desenvolvidas pelo governo para obter os dados dos indivíduos poderiam ser usadas por criminosos. Por enquanto parece que isso ainda não ocorreu, mas após o vazamento de documentos de ferramentas de hacking da CIA sobre falhas na Apple, Samsung e Microsoft realizado pela Wikileaks surgiram mais questionamentos e pressão sobre essa questão.

## Hacking e ciberativismo
Enquanto o hacking é um conjunto de ações que exploram as capacidades normalmente de dispositivos eletrônicos, o ciberativismo “podemos denominar um conjunto de práticas em defesa de causas políticas, socioambientais, socio-tecnológicas e culturais, realizadas nas redes cibernéticas, principalmente na Internet.”.

### Exemplos de ciberativismo governamental
Assim como no hacking, os governos também estão atuando no ciberativismo, o que em termos lógicos e graduais de ação, viria antes. O ciberativismo governamental pode ser visto em países como França, Itália, Espanha e até mesmo aqui no Brasil com o Marco civil da Internet.

#### Espanha
Na Espanha em 2009 a ministra da Cultura apresentou um projeto chamado Ley de Economía Sostenible. Esse projeto incluía “cláusulas que permitem a uma comissão de especialistas cortar a conexão de Internet de quem proporcione links para downloads de músicas e vídeos sem o pagamento de licenças de propriedade”.
Essa lei objetiva impulsionar a renovação do tecido produtivo da Espanha seriamente danificado como consequência da grave crise financeira e econômica internacional que tem afetado primordialmente o setor da construção e na perda de empregos em geral.
A lei surgiu também a partir de uma estratégia governamental que articulava um amplo programa de reformas, dentre cujos objetivos estão:
- O aumento do investimento em investigação, desenvolvimento e inovação,
- fomento de atividades relacionadas com energia limpa e economia de energia, ou
- a transposição rigorosa da Diretiva de Serviços.

A sustentabilidade almejada é de três tipos:
- Econômica, embasada na melhora da competitividade, na inovação e na informação;
- meio ambiental, aproveitando a imprescindível gestão racional dos meios naturais para impulsionar novas atividades e novos empregos, e
- social, buscando a igualdade de oportunidades e a coesão social.

A Lei de Economia Sustentável objetiva introduzir no ordenamento jurídico as reformas estruturais necessárias para criar condições propícias ao desenvolvimento econômico sustentável.
Um dos aspectos mais polêmicos dessa lei, a lei Sinde, que toma o nome da Ministra da Cultura Ángeles González Sinde, se trata de reduzir os downloads ilegais de conteúdos através da Internet a fim de proteger a propriedade intelectual no âmbito da sociedade da informação e do comércio eletrônico.
Para identificar o responsável do serviço da sociedade da informação que está realizando a conduta alegadamente transgressora, os órgãos competentes para adoção das medidas poderão requerer aos prestadores de serviços da sociedade da informação a cessão dos dados que permitam a identificação do indivíduo de modo que possa comparecer no processo. Tal requerimento exigirá a prévia autorização judicial. Uma vez obtida a autorização, os prestadores estarão obrigados a fornecer os dados necessários para levar a cabo a identificação.
Se cria no Ministério da Cultura a Comissão da Propriedade Intelectual, como órgão colegiado de âmbito nacional, para o exercício das funções de mediação e arbitragem, e de salvaguarda dos direitos de propriedade intelectual.
A comissão atuará por meio de duas seções.
- A Primeira Seção exercerá as funções de mediação e arbitragem. Na arbitragem, a decisão da Comissão será vinculativa e aplicável às partes. Será formada por três membros nomeados pelo Ministro da Cultura, a proposta dos Subsecretários dos Ministérios da Economia e Fazenda , Cultura e Justiça, por um período de três anos renováveis por apenas uma vez, entre especialistas de reconhecida competência em matéria de propriedade intelectual.
- A Segunda Seção lutará pela salvaguarda dos direitos de propriedade intelectual frente a sua violação pelos responsáveis dos serviços da sociedade da informação. Será presidida pelo Subsecretário do Ministério da Cultura ou pessoa a que este delegar e se comporá de um membro do Ministério da Cultura, um membro do Ministério da Indústria, Turismo e Comércio, um membro do Ministério da Economia e Fazenda e um membro do Ministério da Presidência.

Processo para o restabelecimento da legalidade:
- É sempre iniciado a pedido do titular dos direitos de propriedade intelectual que se considera lesado ou da pessoa a que se confiou seu exercício.
- A Seção poderá adotar as medidas para que se interrompa a prestação de um serviço da sociedade da informação que infringe direitos de propriedade intelectual ou para retirar os conteúdos que infrinjam os citados direitos sempre que o prestador, direta ou indiretamente, agindo com fins lucrativos ou tenha causado, ou seja susceptível a causar danos materiais.
- Antes de proceder à adoção dessas medidas o prestador de serviços da sociedade da informação deverá ser requerido a fim de que num prazo não superior às 48 horas possa proceder à retirada voluntária dos conteúdos declarados infratores ou, se for o caso, faça as alegações e proponha as provas que achar oportunas sobre a autorização do uso ou da aplicabilidade de um limite ao direito da Propriedade Intelectual. A retirada voluntária dos conteúdos porá fim ao processo.
- Transcorrido o prazo anterior, se for o caso, o teste será feito em dois dias e se dará o translado aos interessados para conclusões no prazo máximo de cinco dias. A Comissão no prazo máximo de três dias proferirá uma decisão.
- A falta da decisão no prazo estatutariamente estabelecido levará a efeitos depreciativos da solicitude. As resoluções ditadas pela Comissão neste procedimento põe fim à via administrativa.
- Todo o anterior se entende sem prejuízo das ações civis, penais contencioso administrativos que, se for o caso, sejam adequados.

Atuação judicial:
- A referida autorização será outorgada pelos Tribunais Centrais do Contencioso Administrativo.
- O procedimento é o artigo 122.º da Lei reguladora.
- Acordada a medida pela Comissão, se solicitará do Juizado competente a autorização para sua execução, referindo-se ao efeito possível dos direitos e liberdades garantidas no artigo 20 da Constituição Espanhola.
- No prazo irrevogável de dois dias seguintes, o Tribunal convocará o representante legal da Administração, o Ministério Público e os titulares dos direitos e liberdades afetada uma audiência, em que, contraditoriamente, o Tribunal deve ouvir e decidir todas as partes envolvidas no prazo máximo de dois dias mediante autos.
- A decisão que se adotar unicamente autorizará ou negará a execução da medida.
- São recorríveis os atos administrativos ditados pela Agência Espanhola de Proteção de Dados, Comissão Nacional de Energia, Comissão do Mercado das Telecomunicações, Comissão Nacional do Setor Postal, Conselho Econômico e Social, Instituto Cervantes, Conselho de Segurança Nuclear, Conselho de Universidades e Seção Segunda da Comissão da Propriedade Intelectual, diretamente, em única instância, perante a Câmara de Contencioso Administrativo do Tribunal Nacional.

#### França
Na França em junho de 2008 o governo apresentou ao Senado francês uma proposta. Em outubro de 2009 foi finalmente aprovado. Somente em meados de 2010 a lei Hadopi começou a ser posta em prática pelo governo. Essa lei “visa punir as pessoas que baixarem conteúdo protegido por direitos autorais. O governo francês enviou para os provedores a primeira lista com as localizações de pessoas que fizeram downloads ilegais”.

#### Itália
Na Itália no início de 2009 o ministro da Cultura “declarou que seu país também seguiria o modelo francês de ataque às redes P2P (par-a-par)”.

## Guerra cibernética intergovernamental

### Diferenciação do hacking governamental
Há ainda o tipo de guerra cibernética intergovernamental. Essa guerra se trata da ação conscientemente definida e ordenada de um governo a atacar outro governo focando nos recursos do país e nos seus sistemas e organizações.

### Exemplo de guerra cibernética intergovernamental
Um provável ato de guerra cibernética intergovernamental foi realizado contra usinas nucleares do Irã em 2010. Esse ataque foi realizado pelo Stuxnet, que infecta os sistemas a partir de um falha do windows. O Stuxnet até agora atacou apenas dispositivos da Siemens. Em abril de 2011 o governo iraniano alegou ter sofrido outro ataque do tipo.

## Casos famosos de hacking governamental

### NSA monitora toda a rede
Em junho de 2013 o Edward Snowden, um ex-agente da NSA, divulgou a existência de um programa, chamado PRISM, que monitora tudo o que trafega na internet. Assim, os EUA podem obter informações sobre o mercado, segurança interna e o que outros países planejam e fazem dentro de suas fronteiras.

### NSA monitora governo brasileiro
Ainda nessa leva de novidades, foi descoberto que no Brasil o Ministério de Minas e Energia, a Petrobrás, a ex-presidente Dilma e seus principais assessores foram investigados. Os dados obtidos teriam sido compartilhados entre EUA, Canadá, Inglaterra, Austrália e Nova Zelândia.

### O FinSpy na Etiópia
O governo etíope foi acusado de usar o software FinSpy para obter dados pessoais de um cidadão etíope naturalizado americano. Segundo o relato, Kidane, pseudônimo da pessoa, teve dados de chamadas do Skype, pesquisas na internet e e-mails monitorados pelo software.
Esse caso está tendo bastante repercussão por causa das suas implicações sobre a ciber-vigilância dentro dos EUA.